# Sydlig rosttyrann
Sydlig rosttyrann (Casiornis rufus) är en fågel i familjen tyranner inom ordningen tättingar.

## Utseende och läte
Sydlig rosttyrann är en medelstor mestadels kanelbrun tyrann. På bröst och buk är den ljusare. Noterbart är även den svarta näbben med skäraktig näbbrot. Fågeln är mestadels tystlåten. 

## Utbredning och systematik
Fågeln förekommer från sydöstra Peru till östra Bolivia, Paraguay, norra Argentina, Amazonområdet och östra Brasilien. Den behandlas som monotypisk, det vill säga att den inte delas in i några underarter.

## Levnadssätt
Sydlig rosttyrann häckar i savannlandskap och galleriskogar. Vintertid ses den i Chaco och i kanten av fuktskogar.

## Status och hot
Arten har ett stort utbredningsområde, men tros minska i antal, dock inte tillräckligt kraftigt för att den ska betraktas som hotad. Internationella naturvårdsunionen IUCN listar arten som livskraftig (LC).